# Trail of the Broken Blade

The Trail of the Broken Blade (斷腸劍, Duan chang jian) est un film hongkongais réalisé par Chang Cheuh, sorti en 1967. 

## Synopsis
Un jeune et athlétique criminel, en fuite après avoir assassiné le premier ministre impérial dans le cadre d'une vendetta politico-familiale, devient le garçon d'écurie d'un tenancier de tripot mafieux dont la fille tombe amoureuse.
Parallèlement, sa fiancée Liu Chen-ehr, sans nouvelles de lui, lance à sa recherche le sourcilleux Feng Jun-zhao, lui-même amoureux de cette dernière et qui se trouve parallèlement en conflit avec le clan de l'île du Poisson-Volant à la suite d'une rixe mortelle. 

## Fiche technique
- Titre : The Trail of the Broken Blade
- Titre original : 斷腸劍 (Duan chang jian)
- Réalisation : Chang Cheuh[1]
- Scénario : Chang Cheuh[1]
- Photographie : Pao Hsueh-li
- Chorégraphie des combats : non crédité
- Musique : Wang Foo-ling
- Société de production : Shaw Brothers
- Pays d'origine : Hong Kong
- Langue originale : mandarin
- Format : couleurs - 2,35:1 - mono - 35 mm
- Genre : wuxiapian
- Durée : 104 min
- Date de sortie : 1967

## Distribution
- Chin Ping : Liu Chen-erh, une jeune épéiste, héritière de la famille Liu
- Chiao Chuang : Feng Jun-zhao, un épéiste membre du clan Wutang, amoureux de la précédente
- Wang Yu : Li Yue, un jeune et athlétique criminel, fiancé de Mlle Liu
- Chiao Chiao : Xiao-mei, héritière d'un tripot mafieux, amoureuse du précédent
- Chen Hung-lieh : Tu Long (Dragon), un jeune maître du clan de l'île du Poisson-Volant
- Fan Mei-sheng : Hu Zi, un collaborateur de Mlle Xiao-mei
- Tien Feng : Tu Qian-qiu, grand maître du clan du Poisson-Volant, expert des techniques de la Dague-Mortelle et du Filet-Noir, surnommé « Le Démon-au-filet-noir »
- Wang Kuang-yu : Tu Hu (Tigre), un jeune maître du clan du Poisson-Volant convoitant Mlle Liu
- Wu Ma : Jiao-l'Aîné, un des « Quatre-Zombies », membre du clan de l'île du Poisson-Volant
- Wei Ping-ao : un tenancier de tripot aux méthodes illégales, père de Xiao-mei
- Liu Chia-liang  : un des quatre gardes de Tu Qian-qiu, armé d'un bouclier convexe et d'un sabre, membre du clan de l'île du Poisson-Volant
- Liu Chia-yung : un des quatre gardes de Tu Qian-qiu, armé de crochets du tigre, un homme en tenue léopard
- Tang Chia : un des quatre gardes de Tu Qian-qiu, armé d'une lance
- Pang Pang : un des quatre gardes de Tu Qian-qiu, armé de massues à crochets, un homme en surpoids
- Huang Pei-chih : un bandit
- Yuen Woo-ping : figurant